# ريكاردو زيلينسكي
ريكاردو زيلينسكي (بالإسبانية: Ricardo Zielinski)‏ (14 أكتوبر 1959 بلانوس في الأرجنتين - ) هو لاعب كرة قدم أرجنتيني في مركز الوسط. لعب مع تشاكاريتا جيونيورز ونادي أتليتيكو بيلغرانو وClub Atlético Ituzaingó ‏ وتكستيل منديتش ‏ وأرجنتينو دي كويلمس ‏ ونادي أتليتيكو سان تيلمو وديبورتيفو مانديتش ‏ وديبورتيفو لافيريري ‏.

## وصلات خارجية
- ريكاردو زيلينسكي على موقع قاعدة بيانات كرة القدم.إي يو (الإنجليزية)
- ريكاردو زيلينسكي على موقع Soccerway.com (الإنجليزية)